# Pycnacantha
Pycnacantha este un gen de păianjeni din familia Araneidae.
Cladograma conform Catalogue of Life:
| Pycnacantha | \| \| Pycnacantha dinteri \| \| \| \| \| \| Pycnacantha echinotes \| \| \| \| \| \| Pycnacantha fuscosa \| \| \| \| \| \| Pycnacantha tribulus \| \| \| \| |
|             | \| \| Pycnacantha dinteri \| \| \| \| \| \| Pycnacantha echinotes \| \| \| \| \| \| Pycnacantha fuscosa \| \| \| \| \| \| Pycnacantha tribulus \| \| \| \| |
|             | Pycnacantha dinteri |
|             | |
|             | Pycnacantha echinotes |
|             | |
|             | Pycnacantha fuscosa |
|             | |
|             | Pycnacantha tribulus |
|             | |